# Ehara (Atsimo-Andrefana)
Ehara ist eine Stadt in Madagaskar. Das Gebiet gehört zum Distrikt Benenitra in der Region Atsimo-Andrefana. Die Bevölkerung der Kommune wurde 2001 auf 5.000 Einwohner geschätzt.

## Geographie
| Eseva      | Eseva                                       | Anadabo  |
| Mantora    | Kompassrose, die auf Nachbargemeinden zeigt | Beapombo |
| Betamenaky | Tanandava Bas                               | Beapombo |

Ehara liegt in der Ebene, etwa 60 km von der Westküste Madagaskars entfernt am Flüsschen Sakamare, der dort von Norden nach Süden verläuft und nur etwa einen Kilometer südlich in den Fluss Onilahy mündet.

## Kultur
Im Ort gibt es nur eine Grundschule. 60 % der Bevölkerung in der Kommune sind Ackerbauern. 35 % leben von Tierhaltung. Das wichtigste Anbauprodukt ist Reis. Weitere Kulturen sind Zuckerrohr und Cassava. Dienstleistungen und Beamte stellen die restlichen 5 % der Bevölkerung.